# Vergezac
Die französische Gemeinde Vergezac mit 470 Einwohnern (Stand: 1. Januar 2022) liegt im Département Haute-Loire in der Region Auvergne-Rhône-Alpes und gehört zum Arrondissement Le Puy-en-Velay sowie zum Kanton Saint-Paulien.

## Geographie
Vergezac liegt etwa zwölf Kilometer westsüdwestlich von Le Puy-en-Velay im Zentralmassiv.

### Nachbargemeinden
Umgeben wird Vergezac von den Nachbargemeinden Chaspuzac im Norden, Sanssac-l’Église im Osten und Nordosten, Bains im Süden und Südosten, Saint-Privat-d’Allier im Westen und Südwesten sowie Saint-Jean-de-Nay im Westen und Nordwesten.

## Bevölkerungsentwicklung
| Jahr                       | 1962 | 1968 | 1975 | 1982 | 1990 | 1999 | 2006 | 2017 |
| Einwohner                  | 503  | 461  | 415  | 389  | 391  | 405  | 429  | 502  |
| Quellen: Cassini und INSEE |      |      |      |      |      |      |      |      |

## Sehenswürdigkeiten

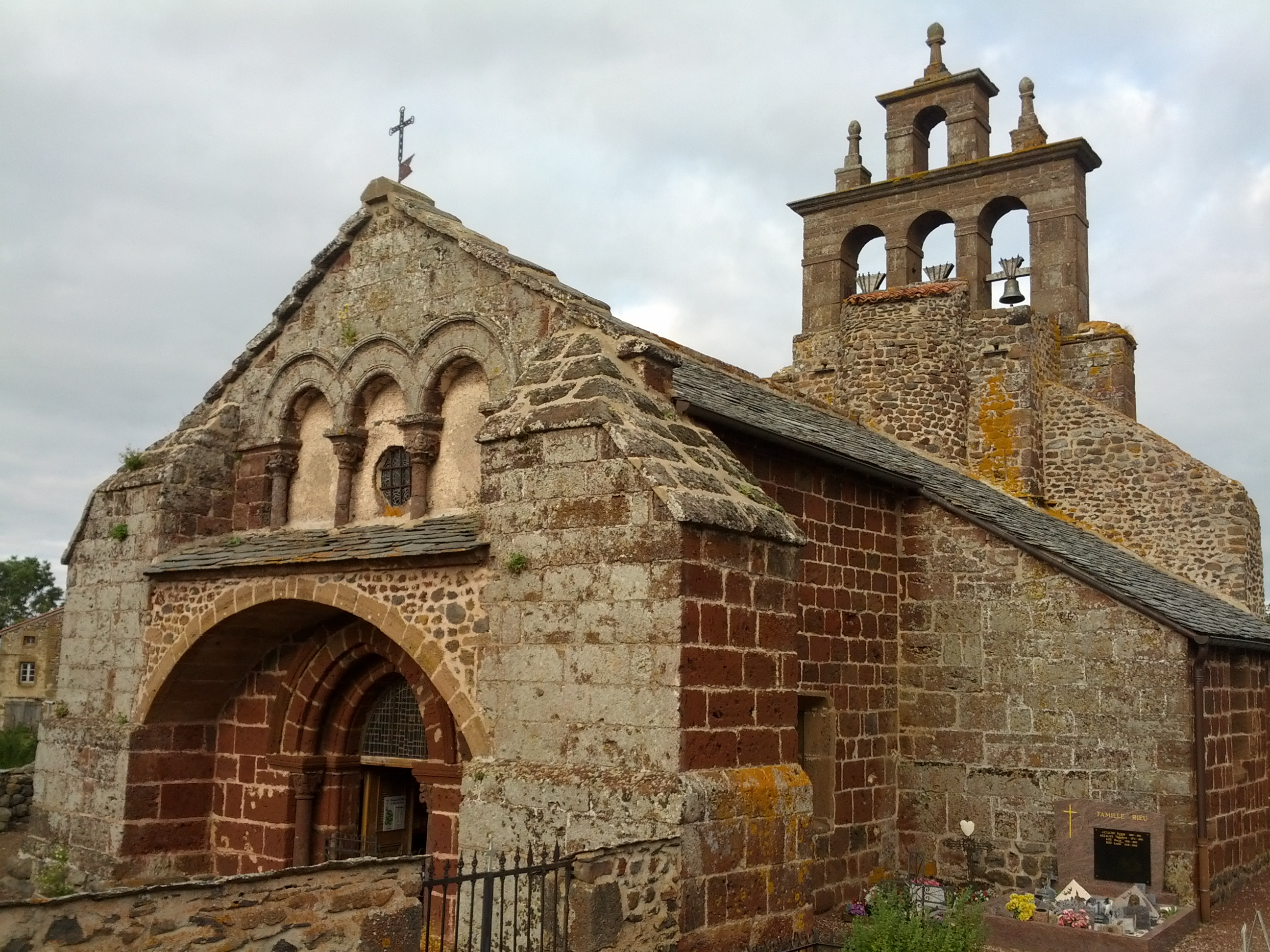
Kirche Saint-Rémy

- Kirche Saint-Rémy
- Schloss Vergezac